# Adam Busch
Adam Richard Busch, född 6 juli 1978 i East Meadow i delstaten New York, är en amerikansk skådespelare. Han är bland annat känd för rollen som Warren Mears i TV-serien Buffy och vampyrerna.

## Karriär
Busch föddes i East Meadow i delstaten New York. Hans första filmroll var i filmen Léon, som hade premiär i september 1994. Han har efter detta bland annat medverkat i ett avsnitt av I lagens namn, samt i cheerleaderfilmen Sugar & Spice, som hade premiär i januari 2001.
År 2006 medverkade Busch i ett avsnitt av TV-serien House, följt av den Paul Weitz-regisserade filmen American Dreamz, där han spelade rollen som Sholom Glickstein. Han fick sedan en återkommande roll i Kelsey Grammers sitcomserie Back to You, följt av ett gästframträdande i den andra TV-serien Terminator: The Sarah Connor Chronicles. Busch har även spelat rollen som Neal i TBS-serien Men at Work. 
Han är utöver skådspelandet även sångare i indierockbandet Common Rotation.

## Privatliv
I mars 2009 började Busch att dejta skådespelerskan Amber Benson, som var en av hans motspelare i TV-serien Buffy och vampyrerna. Paret har sedan dess gått skilda vägar. 
Han hade en judisk uppväxt.

## Filmografi (i urval)

### Filmer
- 1994 – Léon
- 2001 – Sugar & Spice
- 2006 – American Dreamz
- 2009 – All American Orgy
- 2017 – Rebel in the Rye

### TV-serier
- 1998 – I lagens namn (TV-serie)
- 2001–2003 – Buffy och vampyrerna (TV-serie)
- 2005 – Point Pleasant (TV-serie)
- 2006 – House (TV-serie)
- 2008 – Terminator: The Sarah Connor Chronicles (TV-serie)
- 2010 – I'm in the Band (TV-serie)
- 2011 – Grey's Anatomy (TV-serie)
- 2012–2014 – Men at Work (TV-serie)
- 2013 – CSI: Crime Scene Investigation (TV-serie)
- 2014 – Major Crimes (TV-serie)
- 2015 – Empire (TV-serie)
- 2016 – NCIS (TV-serie)
- 2016–2017 – Colony (TV-serie)
- 2018 – Altered Carbon (TV-serie)
- 2019 – Proven Innocent (TV-serie)
- 2019 – The Rookie (TV-serie)